# Miecznictwo

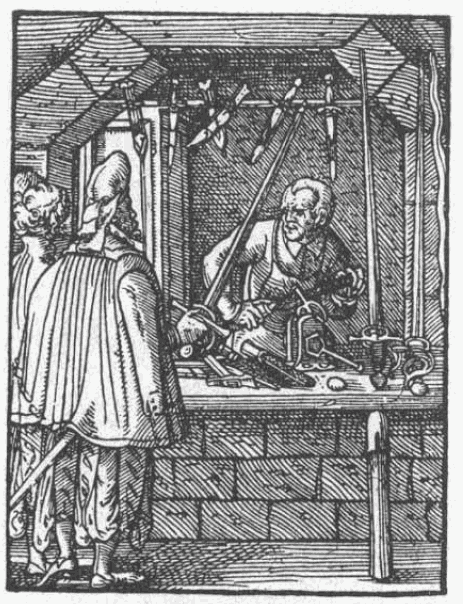
Miecznik (XVI wiek)

Miecznictwo – rzemiosło polegające na wytwarzaniu, oprawianiu i ostrzeniu mieczy. W szerszym znaczeniu również innej broni białej (jak na przykład szpad, rapierów, toporów, puginałów i tym podobnych). Przy wytwarzaniu broni ozdobnej lub paradnej miecznicy często współpracowali ze złotnikami. Wytwarzali i naprawiali też broń drzewcową.
W Polsce od XIV wieku miecznicy byli zrzeszeni w cechach, do których należeli również płatnerze, czyli wytwórcy zbroi i kolczug. Cech mieczników jest wymieniany jako jeden z ponad sześćdziesięciu cechów obecnych w Poznaniu w XVI wieku. W miarę wychodzenia z użycia mieczy, w XVI wieku przeistaczali się w szabelników i tworzyli samodzielne cechy. Od wieku XVIII wyodrębnili się szpadnicy. W końcu XVIII wieku produkcja warsztatów broni białej została wyparta przez manufaktury. W połowie wieku XIX miecznicy zostali przyłączeni do cechu rusznikarzy, szlifierzy i wytwórców narzędzi stalowych.